# デッティンゲン・ウンター・テック
デッティンゲン・ウンター・テック (ドイツ語: Dettingen unter Teck, [ˈdɛtɪŋən] ( 音声ファイル)) は、ドイツ連邦共和国バーデン＝ヴュルテンベルク州シュトゥットガルト行政管区のエスリンゲン郡に属す町村（以下、本項では便宜上「町」と記述する）である。この町はシュヴェービシェ・アルプの周縁部に位置している。この町はシュトゥットガルト地方（1992年まではミッテレラー・ネッカー地方）およびシュトゥットガルト大都市圏に属す。デッティンゲンの町域のわずかな部分（1.44 %) がシュヴェービシェ・アルプ・バイオスフェア（生物圏）の一部となっている。

## 地理

### 位置
この町は、シュトゥットガルトの南東約 35 kmのシュヴェービシェ・アルプ北西斜面「アルプトラウト」の、高度 329 m から 420 m に位置している。市域のうち 416 ha（約 27.5 %）が森林である。

### 自治体の構成
自治体としてのデッティンゲン・ウンター・テックには、デッティンゲン・ウンター・テック地区とハウス・リンデンガルテン地区、および離れた集落ブルク・シュロースベルク、ブルク・ボル、ブルク・マンスベルク、ティーフェンバッハ、フォスハウゼンが属している。

### 隣接する市町村
デッティンゲン・ウンター・テックは、北はキルヒハイム・ウンター・テック、東はキルヒハイムのナーベルン地区およびビシンゲン・アン・デア・テック、南はアウエン、南西はボイレン、西はニュルティンゲンと境を接している。

### 土地利用
2020年現在のこの町の用途別土地面積および占有率は以下の通りである。
| 用途         | 面積 (ha) | 占有率 (%) |
| ------------ | --------- | ---------- |
| 住宅用地     | 81        | 5.3        |
| 商工業用地   | 38        | 2.5        |
| レジャー用地 | 10        | 0.7        |
| 交通用地     | 84        | 5.6        |
| 農業用地     | 857       | 56.5       |
| 森林         | 416       | 27.5       |
| 水域         | 7         | 0.5        |
| その他       | 20        | 1.3        |
| 合計         | 1513      | 100.0      |

## 歴史

### 古代から中世
ラウタータールでは古代からの定住跡が遺されている。ローマ時代の国境防衛施設ラウタータール＝リーメス（地元ではジビレンシュプールと呼ばれていた）が谷や集落を通っていた。現在の町の中心部の南にカストラ・デッティンゲン・ウンター・テックがあった。
デッティンゲンは1100年頃に初めて文献に記録されている。デッティンゲン町内には城砦や貴族の館が6つと、非常に多く存在していた。そのいずれもが中世初期に衰退し、現在は遺っていない。デッティンゲン内の領主権の主要部分は地元の領主が所有していた。一方、1381年以降にはヴュルテンベルク家が高権を所有しており、当主の伯が地主として振る舞っていた。1415年には統治者としての権利もヴュルテンベルクのものとなった。

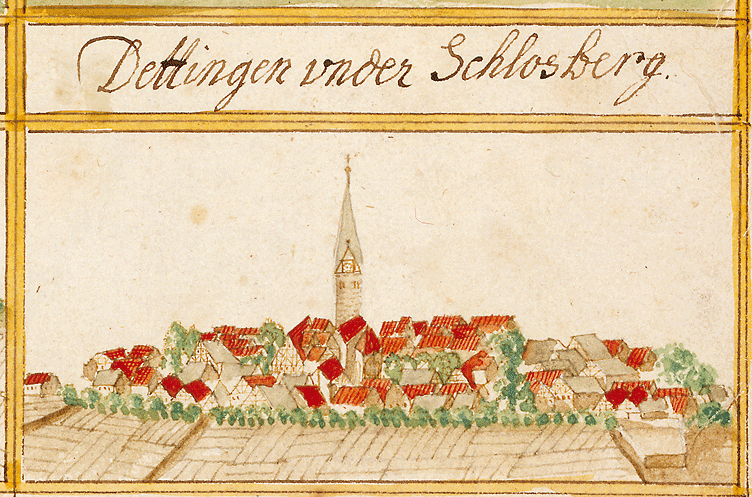
アンドレアス・キーザーによって描かれた1683年ころのデッティンゲン・ウンター・テック

### 近世
1525年頃のドイツ農民戦争には、デッティンゲンのブドウ農家も活発に参加した。三十年戦争でこの村は酷く荒廃し、戦争やペストなどによって人口は 1/3 にまで減少した。17世紀の初めのこの町の人口は約1300人であったが、1654年にはわずか511人になっていた。復興は緩慢で、17世紀末のプファルツ継承戦争によって再び反動がもたらされた。1715年になってもなお160軒の農場が無人のままで、300モルゲンの農地やブドウ畑が放置されていた。1803年にデッティンゲンの人口は約1800人にまで回復した。

### 1803年から1945年
1806年に建国されたヴュルテンベルク王国の新たな行政機構でデッティンゲンはオーバーアムト・キルヒハイムの管轄下に留まった。
1848年の3月革命では、デッティンゲンの数名の住民も町の有力者を襲撃し、蜂起に参加した。これらの人々は、特に十分の一税や貴族の狩猟特権の廃止を主張した。民主的な民衆連合が組織され、1849年6月19日にデッティンゲンの職人たちは武装した義勇兵とともにキルヒハイムからヴァイルハイム・アン・デア・テックに向かって行進した。この事件はしかし19世紀のデッティンゲンの政治的関与の高まりに大きな影響を及ぼすものではなかった。
1880年1月1日、デッティンゲン・「アム・シュロースベルク」からデッティンゲン・「ウンター・テック」に改名された。
ナチ時代のヴュルテンベルクの郡再編により、1938年にデッティンゲンはニュルティンゲン郡に編入された。
1939年、シェンプ＝ヒルト飛行機製造 GmbHの飛行場は、ドイツ空軍から野戦飛行場の指定を受けた。しかし比較的小さな飛行場であったためドイツ空軍に接収されることはなかった。
第二次世界大戦末期にデッティンゲンは酷い打撃を受けた。1945年4月20日がその運命の日であった。その数日前にドイツ軍は、シュヴェービシェ・アルプへ退却する行軍の過程で、デッティンゲンで避難所を探し、見つけていた。納屋や地下室はドイツ兵で一杯になった。16時頃から連合国軍の戦闘爆撃機が村に対する組織的爆撃を開始した。炸裂弾や焼夷弾が投下され、瞬く間に69軒の家屋と39棟の納屋が燃え上がった。教会、町役場、小城館、旧学校、幼稚園、消防倉庫が炎の犠牲となり、厩舎では家畜が焼き殺された。村の住民10人と兵士13人が死亡した。翌日、アメリカ軍が侵攻してきて、この村を占領した。

### 戦後
第二次世界大戦後この町はアメリカ管理地区の一部となり、1945年に新設されたヴュルテンベルク＝バーデン州に属した。この州は1952年に現在のバーデン＝ヴュルテンベルク州となった。デッティンゲンには戦後最初の1年間に約600人の追放された人々が移り住んだ。
1973年のバーデン＝ヴュルテンベルク州の郡再編でデッティンゲンは、廃止されたニュルティンゲン郡からエスリンゲン郡に編入された。

## 住民

### 宗教
デッティンゲンにはヴュルテンベルクの長い伝統を有する福音主義聖ゲオルク教会がある。その教会組織はキルヒハイム・ウンター・テック教会管区に属している。戦後に建設されたローマ＝カトリック教会（聖ニコラウス・フォン・デア・フリュー教会）は、エスリンゲン＝ニュルティンゲン首席司祭管区のキルヒハイム Seelsorgeeinheit（教区連合）のマリア・ケーニギン教会に属している。デッティンゲンには新使徒教会組織もある。

### 人口推移
推定値、人口調査結果 (*)、各時点の統計担当部門の公的研究値による人口推移を以下に示す。
| 時期           | 人口（人） |
| -------------- | ---------- |
| 1654           | 約 511     |
| 1700           | 約 1,000   |
| 1834年12月3日* | 2,192      |
| 1871年12月1日* | 1,907      |
| 1900年12月1日* | 2,048      |
| 1939年5月17日* | 2,366      |
| 1950年9月13日* | 3,131      |
| 1961年6月6日*  | 3,616      |
| 1970年5月27日* | 4,047      |
| 1987年5月25日* | 5,055      |

| 時期           | 人口（人） |
| -------------- | ---------- |
| 1995年12月31日 | 5,355      |
| 2000年12月31日 | 5,438      |
| 2005年12月31日 | 5,642      |
| 2010年12月31日 | 5,698      |
| 2015年12月31日 | 6,010      |
| 2020年12月31日 | 6,122      |

## 行政

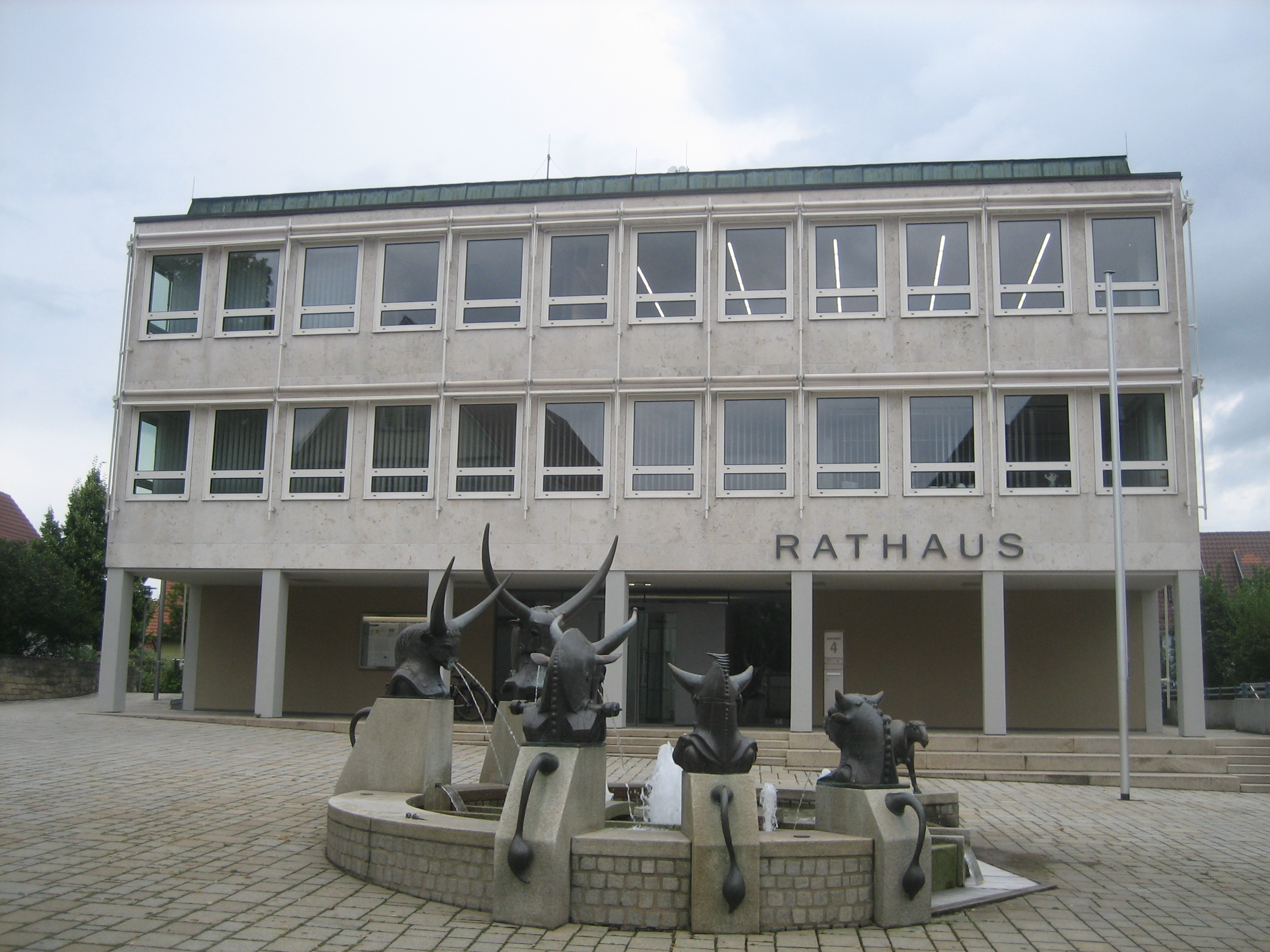
デッティンゲン・ウンター・テックの町役場

### 議会
デッティンゲンの町議会は14議席からなる。議会はこれらの選ばれた名誉職の議員と議長を務める町長で構成される。町長は議会において投票権を有している。

### 首長
第二次世界大戦後の町長を列記する。
- 1945年 - 1948年: ゴットリープ・ラウクスマン
- 1948年 - 1957年: ユリウス・マーレ
- 1957年 - 1972年: リヒャルト・ケーザー
- 1972年 - 1996年: ギュンター・フィッシャー
- 1996年 - : ライナー・ハウスマン

1996年6月にハウスマンが町長に就任したとき、彼はエスリンゲン郡で最も若い首長であった。2004年3月7日に選挙では 87.05 %、2012年3月4日の選挙では 96.39 % の支持票を集めて再選された。2020年3月には、対立候補のいない選挙で 95.6 % の支持票を得て4期目の当選を果たした。

### 紋章
紋章の頂部は金地で、その中に黒い鹿の角が横たわっている。その下の主部は青地に、Dの金文字（デッティンゲンの頭文字）が描かれている。この紋章は1613年にその存在が証明されている。1710年から1934年までこの町は、別の紋章を用いていた。1934年になって、1613年の紋章が再び採用された。鹿の角は、この町がヴュルテンベルクに属していたことを示している。

## 経済と社会資本

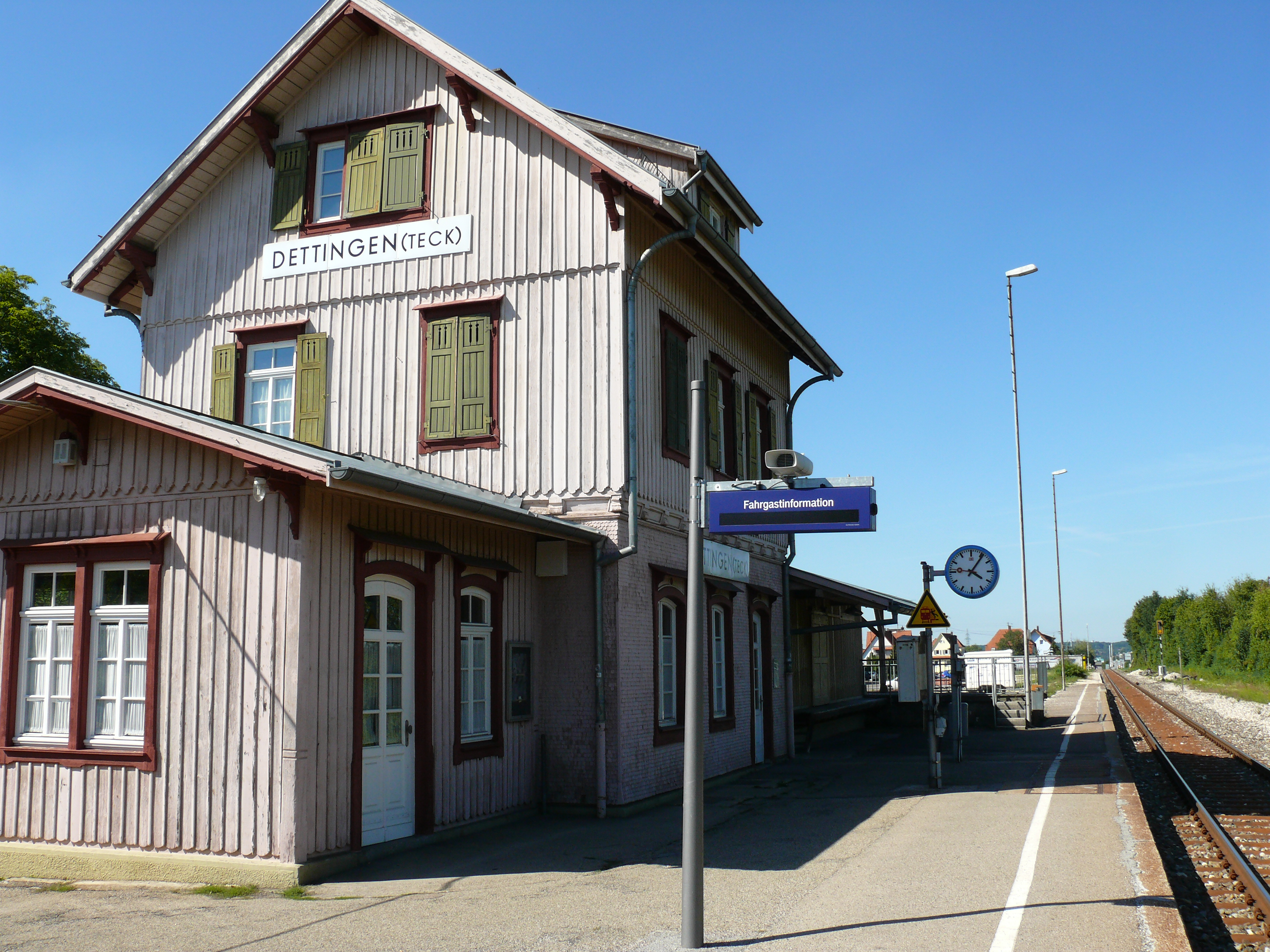
デッティンゲン（テック）駅

### 交通
デッティンゲンは、1899年から、ヴェンドリンゲン・アム・ネッカーからキルヒハイム・ウンター・テック経由でオーバーレニンゲンに至る単線のテック鉄道で結ばれている。修復されて別の用途に用いられている駅舎は、王立ヴュルテンベルク邦有鉄道が Typ IIa の駅舎として建設した。このタイプの駅舎は多くの鉄道模型で 1/87 サイズの模型として採用されており、世界最大の鉄道模型であるハンブルクのミニチュアワンダーランドにも設置されている。テック鉄道は2009年にキルヒハイムまでが電化され、これ以後シュトゥットガルトSバーンが運行しているが、残りのデッティンゲンを経由してオーバーレニンゲンまでの区間は、各方面1時間ごとに運行されるレギオナルバーンが利用できる。デッティンゲンはエスリンゲン郡とともにシュトゥットガルト交通・運賃連盟に加盟しており、キルヒハイム/テック運賃地区に含まれる。

### 地元企業
世界最大のチョコレート人形メーカーであるリューベツァール・ショコラーデンは1967年からデッティンゲンにある。
1946年に創設されたディーツ＝シュペディツィオーンは120人の従業員を雇用しており、35,000 m2 の配送所を有している。従業員数260人のディーツ＝モトーレンは電子モーターやラジアルベンチレーターを製造している。
デッティンゲンには2017年現在、全部で約2400人分の職場がある。

### 教育機関
デッティンゲンには全日制基礎課程学校テックシューレがある。また幼稚園が2園ある。
エスリンゲン郡は2010年秋から、言語障害および身体障害児のためのフェアブントシューレ・デッティンゲンを運営している。この学校には言語障害児のための学校幼稚園が併設されている。

### レジャー・スポーツ施設
デッティンゲンには屋内プールがあり、夏には屋外プールとしても利用される日光浴場がある。

## 人物

### 出身者
- クリスティアン・フリードリヒ・フォン・オットー（1758年 - 1836年）政治家。ヴュルテンベルク王国宰相。

## 関連図書
- Rudolf Moser, ed (1842). “Gemeinde Dettingen am Schloßberg”. Beschreibung des Oberamts Kirchheim. Die Württembergischen Oberamtsbeschreibungen 1824–1886. Band 16. Stuttgart / Tübingen: Cotta’sche Verlagsbuchhandlung. pp. 175–184
- Hans Schwenkel (1953). Heimatbuch des Kreises Nürtingen, Band 2. Würzburg. pp. 177–206
- Landesarchiv Baden-Württemberg i. V., dem Landkreis Esslingen, ed (2009). Der Landkreis Esslingen, Band 1. Ostfildern: Jan Thorbecke Verlag. p. 403. ISBN 978-3-7995-0842-1
- Albert Schüle (1981). Gemeinde Dettingen unter Teck. ed. Heimatbuch der Gemeinde Dettingen unter Teck. Kirchheim: Gottlieb & Osswald
- Karl Buck (2008). Luftfahrt an der Teck – Geschichte und Geschichten zur Fliegerei im Land an der Teck 1928–1958; Gleit-, Segel- und Motorflug. Fluggelände und Privatlandeplatz, Segelflugschule, Flugzeugbau. Ulm: Buck. ISBN 978-3-00-023757-7